# Waleri Pawlowitsch Lawruschkin
Waleri Pawlowitsch Lawruschkin (russisch Валерий Павлович Лаврушкин, wiss. Transliteration Valerij Pavlovič Lavruškin; * 17. März 1945) ist ein ehemaliger sowjetischer Eisschnellläufer.

## Werdegang
Lawruschkin, der für den Burevestnik Moskau startete, nahm von 1965 bis 1976 an nationalen Rennen teil und wurde dabei in den Jahren 1970 sowie 1971 sowjetischer Meister im Großen Vierkampf. International startete er erstmals in der Saison 1967/68. Dabei kam er bei der Mehrkampfeuropameisterschaft 1968 in Lahti auf den zehnten Platz und bei der Mehrkampfweltmeisterschaft 1968 in Göteborg auf den 19. Rang im Großen Vierkampf. Beim Saisonhöhepunkt, den Olympischen Winterspielen 1968 in Grenoble, wurde er Zehnter über 5000 m und Neunter über 10.000 m. Im folgenden Jahr lief er bei der Mehrkampfeuropameisterschaft in Inzell auf den 19. Platz und bei der Mehrkampfweltmeisterschaft in Deventer auf den 17. Rang im Großen Vierkampf. Nach Platz 17 bei der Mehrkampfeuropameisterschaft 1970 in Innsbruck und Rang 14 bei der Mehrkampfweltmeisterschaft 1970 in Oslo im Großen Vierkampf zu Beginn der Saison 1969/70, holte er bei der Winter-Universiade 1970 in Rovaniemi die Bronzemedaille über 5000 m und jeweils die Silbermedaille über 1500 m sowie 10.000 m. 
Zu Beginn der Saison 1971/72 errang Lawruschkin bei der Mehrkampfeuropameisterschaft 1972 in Davos den neunten Platz im Großen Vierkampf. Im weiteren Saisonverlauf wurde er bei der Mehrkampfweltmeisterschaft 1972 in Oslo Achter im Großen Vierkampf und belegte bei den Olympischen Winterspielen 1972 in Sapporo den siebten Platz über 5000 m, den sechsten Rang über 1500 m sowie den fünften Platz über 10.000 m. Zum Saisonende gewann er bei der Winter-Universiade 1972 in Lake Placid jeweils die Silbermedaille über 3000 m sowie 5000 m und die Goldmedaille über 1500 m. Letztmals bei einer Weltmeisterschaft startete er im Jahr 1973 in Deventer, wobei er den 31. Platz im Großen Vierkampf errang. Nach seiner Karriere war er als Trainer bei der sowjetischen Juniorennationalmannschaft tätig.

## Erfolge

### Olympische Spiele
- 1968 Grenoble: 9. Platz 10.000 m, 10. Platz 5000 m
- 1972 Sapporo: 5. Platz 10.000 m, 6. Platz 1500 m, 7. Platz 5000 m

### Mehrkampf-Weltmeisterschaften
- 1968 Göteborg: 19. Platz Großer Vierkampf
- 1969 Deventer: 17. Platz Großer Vierkampf
- 1970 Oslo: 14. Platz Großer Vierkampf
- 1972 Oslo: 8. Platz Großer Vierkampf
- 1973 Deventer: 31. Platz Großer Vierkampf

### Mehrkampf-Europameisterschaften
- 1968 Lahti: 10. Platz Großer Vierkampf
- 1969 Inzell: 13. Platz Großer Vierkampf
- 1970 Innsbruck: 17. Platz Großer Vierkampf
- 1972 Davos: 9. Platz Großer Vierkampf

## Persönliche Bestzeiten
| Disziplin | Zeit         | Datum             | Ort     |
| --------- | ------------ | ----------------- | ------- |
| 500 m     | 39,77 s      | 13. Januar 1973   | Almaty  |
| 1000 m    | 1:22,05 min  | 14. April 1974    | Almaty  |
| 1500 m    | 2:03,00 min  | 25. Dezember 1973 | Almaty  |
| 3000 m    | 4:16,17 min  | 25. Dezember 1973 | Almaty  |
| 5000 m    | 7:28,67 min  | 9. Januar 1975    | Almaty  |
| 10000 m   | 15:20,08 min | 7. Februar 1972   | Sapporo |